# Vireo magister
Vireo magister е вид птица от семейство Vireonidae.

## Разпространение
Видът е разпространен в Белиз, Кайманови острови, Мексико, САЩ и Хондурас.